# Dolichoderus rugosus
Dolichoderus rugosus är en myrart som först beskrevs av Smith 1851.  Dolichoderus rugosus ingår i släktet Dolichoderus och familjen myror. Inga underarter finns listade i Catalogue of Life.